# Tratado de Apameia

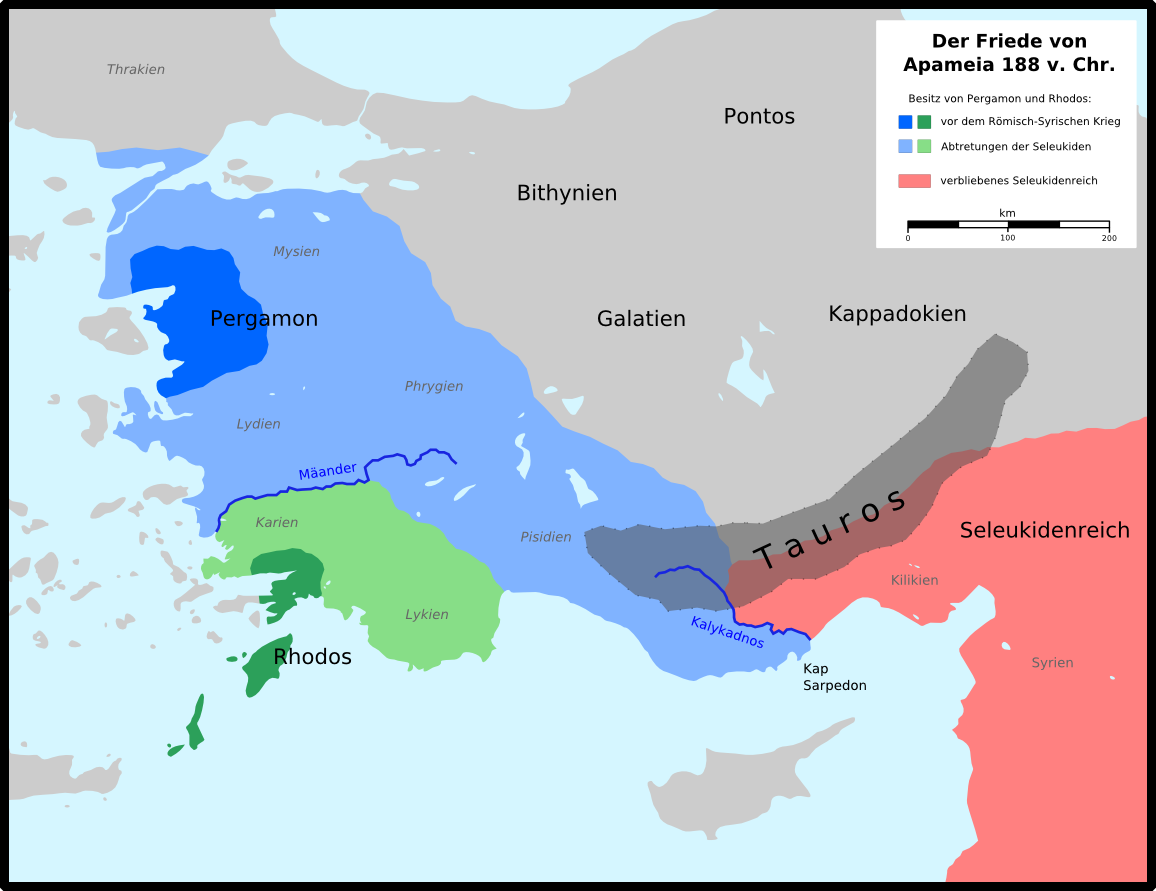
Mapa da Ásia Menor depois do Tratado de Apameia, destacando os ganhos do Reino de Pérgamo (azul claro) e de Rodes (verde claro).

O Tratado de Apameia, de 188 a.C., foi um tratado de paz firmado entre a República Romana e o Império Selêucida de Antíoco III, o Grande. Ele foi o resultado direto das vitórias romanas em Termópilas (191 a.C.) e Magnésia (190 a.C.) e das vitórias navais romanas e rodenses sobre a marinha selêucida.

## Tratado
Neste tratado, segundo Apiano, Antíoco foi obrigado a abandonar todas as suas pretensões na Europa e em toda a Ásia a oeste dos montes Tauro. Além disto, ele foi obrigado a entregar todos os seus elefantes de guerra e a limitar sua marinha a doze navios, cuja missão estaria restrita à segurança interna (com a ressalva de que ele poderia construir mais se fosse atacado). Antíoco ainda foi proibido de recrutar mercenários em território romano e de abrigar fugitivos romanos. Finalmente, vinte reféns, escolhidos pelos cônsules romanos foram levados para Roma. Eles seriam trocados a cada três anos com exceção do filho de Antíoco. Antíoco ainda prometeu não mais treinar elefantes de guerra e pagar pelo custo do conflito (500 talentos de imediato, 2 500 quando Senado Romano ratificasse o tratado e mais 12 000 pelos doze anos seguintes). Todos os prisioneiros e desertores romanos e pergamenses deveriam ser devolvidos. O Reino de Pérgamo receberia ainda todos os territórios cedidos por Átalo I, o pai do rei Eumenes II.
Roma cedeu o controle de grande parte da Ásia Menor a Eumenes. Antíoco manteve a região da Cilícia, mas perdeu a maior parte da Lícia e da Cária para a Peraia Rodense. Os reis helênicos geralmente aceitavam, enquanto viviam, os termos assinados por motivos de honra, mas seus descendentes geralmente não se sentiam obrigados a cumprir estes acordos. As condições navais deste tratado aparentemente foram ignoradas, mas as demais condições foram cumpridas.
O tratado foi formalizado em Apameia, na Frígia. Ele permitiu que os romanos estendessem sua hegemonia política até o Mediterrâneo oriental. Contudo, o poder romano, naquela época, ainda era indireto e Roma dependia, em grande parte, de suas alianças com potências locais para fazer valer seu poder.